# Double Fantasy
Double Fantasy je společné studiové album slavného britského hudebníka Johna Lennona a jeho manželky Yoko Ono. Jedná se o v pořadí sedmé a zároveň poslední studiové album, vydané za Lennonova života. Ačkoli nebylo zprvu příliš přijímáno, stalo se nakonec celosvětově úspěšným v souvislosti s vraždou Johna Lennona, ke které došlo tři týdny po vydání tohoto alba. V roce 1981 pak získalo Cenu Grammy za nejlepší album roku. Fotografem na přebal byl Kišin Šinojama.

## Seznam skladeb
První strana
1. „(Just Like) Starting Over“ (John Lennon) – 3:56
2. „Kiss Kiss Kiss“ (Yoko Ono) – 2:41
3. „Cleanup Time“ (Lennon) – 2:58
4. „Give Me Something“ (Ono) – 1:35
5. „I'm Losing You“ (Lennon) – 3:57
6. „I'm Moving On“ (Ono) – 2:20
7. „Beautiful Boy (Darling Boy)“ (Lennon) – 4:02

Druhá strana
1. „Watching the Wheels“ (Lennon) – 3:35
2. „Yes, I'm Your Angel“ (Ono) – 3:08
3. „Woman“ (Lennon) – 3:32
4. „Beautiful Boys“ (Ono) – 2:55
5. „Dear Yoko“ (Lennon) – 2:34
6. „Every Man Has a Woman Who Loves Him“ (Ono) – 4:02
7. „Hard Times Are Over“ (Ono) – 3:20

Bonusové skladby
1. „Help Me to Help Myself“ (Lennon) – 2:37
2. „Walking on Thin Ice“ (Ono) - 6:00
3. „Central Park Stroll“ - 0:17

## Obsazení
- John Lennon – zpěv, kytara, klavír, klávesy, vokály
- Yoko Ono – zpěv, vokály
- Earl Slick – kytara
- Hugh McCracken – kytara
- Tony Levin – baskytara
- George Small – klávesy
- Andy Newmark – bicí
- Arthur Jenkins – perkuse
- Ed Walsh – syntezátory
- Robert Greenidge – perkuse
- Matthew Cunningham – dulcimer
- Randy Stein – koncertina
- Howard Johnson – žestě
- Grant Hungerford – žestě
- John Parran – žestě
- Seldon Powell – žestě
- George „Young“ Opalisky – žestě
- Roger Rosenberg – žestě
- David Tofani – žestě
- Ronald Tooley – žestě
- Michelle Simpson – vokály
- Cassandra Wooten – vokály
- Cheryl Mason Jacks – vokály
- Eric Troyer – vokály
- Benny Cummings Singers – vokály
- The Kings Temple Choir – vokály